# 乾雅人 (医師)
乾 雅人（いぬい まさと）は、日本の医師、作家、事業家。東京大学医学部卒業。同大学附属病院で初期臨床研修、外科専門研修を修了。同大学大学院では外科学（呼吸器外科）を専攻し、肺移植領域の研究に従事。2020年、銀座アイグラッドクリニックを開業。臨床行為に従事する傍ら、医療コンサルティング会社も経営。
医療法人創雅会 銀座アイグラッドクリニック 理事長 院長、株式会社クリオ・メディシス専務取締役、株式会社サンユーメディカル顧問、株式会社データック顧問、株式会社ライフサイエンスラボ顧問、白鳥製薬株式会社顧問。
NMNの上位互換である5デアザフラビン（TND1128）臨床研究の第一人者でもあり、眠れる知財の普及に尽力している。幹細胞ソムリエの商標も所有。

## 来歴
父親が肺移植研究目的にドイツに留学し、母、兄、私含め四人家族で滞在。兄弟揃って漠然と医師になる憧れを抱き、最も身近な存在であった2歳年上の兄の後を追いかけ、幼稚園、小中高、大学、部活、職場、全て同じ。胸部外科の中での専攻は、兄が心臓外科、乾が呼吸器外科。

大学院生時代に肺移植領域の研究に従事するも、外部環境による制約で研究を中断。研究の財源を自前で確保する必要を痛感し、薬液の研究開発機関を伴う美容皮膚科クリニックを開業。現在、5デアザフラビン(TND1128)の臨床研究を主導し、基礎研究者と提携して知財の社会実装に邁進している。

2020年、医療業界にこそプロ経営者が必要と痛感し、独立開業。経営者として武者修行をするとともに、「美養と老化を科学する。」医者として、世界中の薬液を検証している。『医療・医学・医者の常識を揺さぶる』をコンセプトに、Youtubeでも「Dr.Inui」として情報発信をしている。

## 研究
5デアザフラビン（TND1128）の臨床研究を世界で初めて実施。
一般社団法人日本臨床研究安全評価機構（厚生労働省登録IRB:18000005）の倫理審査委員会で承認を取得。
観察研究（記述的研究）に注力し、同物質による臨床効果の仮説を立てている。

## 所属学会・団体
- 日本外科学会
- 日本再生医療学会
- 日本抗加齢医学会
- 日本美容皮膚科学会[10]

## 著書
- 21世紀の新常識「老化は治る。」新型ビタミンが世界を救う！！ 健療出版(2023年）

## 出演
- 『建築家のアスリートたち』( FM TOKYO、2022年6月20日）[11]
- 『セケンテー/ぼくらは囚われない』（ラジオ関西、2022年11月17日）[12]
- 「Emily Channel」(渋谷クロスFM、2023年8月29日出演）[13]
- 「Emily Channel」(渋谷クロスFM、2023年9月19日出演）[14]